# Oddfest Vol. 1
The Final Oddition är en EP av Voice of a Generation, utgiven som 10" bildvinyl på den italienska etiketten Vacation House Records 2003.

## Låtlista

### A-sidan
1. "Police Story"
2. "Rebels in the Corridor"
3. "Blue Jackets"
4. "Odd Generation's Back"

### B-sidan
1. "Billy Boy"
2. "Humaniacs"
3. "5150"

### Fotnoter
1. ↑  ”Oddfest Vol. 1”. Discogs.com. http://www.discogs.com/Voice-Of-A-Generation-Oddfest-Vol1/release/2533601. Läst 25 januari 2012.